# Liste der Bischöfe von Palestrina
Die folgenden Personen waren Bischöfe und Kardinalbischöfe des Bistums Palestrina (Italien):
- Secundus 313
- Gregor 757
- Andreas I. 769–773
- Konstantin 826
- Leo 925–933[1]
- Theophylactus 963[2]
- Stefan I. 988[3]
- Peter I. 996–1016[4]
- Peter II. 1024–1027[4]
- Johann I. 1036–1040[4]
- Johann II. 1044[5]
- Rainerius 1058 (Gegenbischof)[6]
- Bruno 1060[7]
- Bernhardus 1061–1065[7]
- Lopertus 1066–1069[8]
- Hubertus 1073–1082[8]
- Berardus (?) 1092 (?)[9]
- Hugo Candidus vor 1089–mindestens 1099
- Milone (vor 1099–1104)[10]
- Kuno von Urach 1107–1122[11]
- Wilhelm I. 1123–1137[12]
- vakant 1137–1141
- Heiliger Stefan I. 1141–1144
- Heiliger Guarino Foscari 1144–1158
- Giulio I. 1158–1164[13]
- vakant 1164–1176
  - Vivianus 1168–1173 (Pseudokardinal)
- Manfred von Lavagna 1176–1178[13]
- Bernered 1179–1180[13]
- Paolo Scolari 1180–1187[13]
- vakant 1187–1190[14]
- Giovanni III. von Anagni 1190–1196[15]
- vakant 1196–1200
- Guy I. de Pare 1200–1204[15]
- Guido Papareschi 1206–1221[15]
- Guido II. Pierleone 1221–1228[15]
- vakant 1228–1231
- Giacomo Pecoraria 1231–1244
- vakant 1244–1251
- Stephan II. Vancsa 1251–1270
- vakant 1270–1273
- Vicedomine de Vicedomini 1273–1276
- vakant 1276–1278
- Erard de Lessines 1278 (Villehardouin)
- vakant 1278–1281
- Girolamo I. Masci 1281–1288
- Bernardo V. Berardi di Cagli 1288–1291
- vakant 1291–1294
- Simon I. Beaulieu 1294–1297
- vakant 1297–1299
- Teoderico Ranieri 1299–1306
- Pierre III. de la Chapelle Taillefer 1306–1312
- Guillaume II. de Mandagot 1312–1321
- vakant 1321–1323
- Pierre IV. Despres 1323–1361
- Raymond de Canillac 1361–1373
- Simon II. Langham 1373–1376
- vakant 1376–1380
  - Jean du Cros 1377–1383 (Pseudokardinal)
- Francesco I. Moricotti 1380–1394
  - Gui III. de Maillesec 1384–1412
- Angelo Afflicti 1395–1401 (Administrator)
- Odo Colonna 1401–1405 (Administrator)
- Antonio I. Gaetani 1405–1409, † 1412 (auch Kardinalbischof von Porto 1409–1412)
- Angelo de Anna de Summaripa 1412–1428
- vakant 1428–1431
- Hugues de Lusignan 1431–1436, † 1442 (auch Kardinalbischof von Frascati 1436–1442)
- vakant 1436–1444
- Giovanni IV. Tagliacotio 1444–1449
- Giorgio I. de Flisco 1449–1455
- vakant 1455–1460
- Juan V. de Torquemada 1460–1463, † 1468 (auch Kardinalbischof von Albano ca. 1464 und Sabina 1463–1468)
- vakant 1463–1465
- Alain de Coëtivy 1465–1472, † 1474 (auch Kardinalbischof von Sabina 1472–1474) (Haus Coëtivy)
- Angelo Capranica 1472–1478
- Marco I. Barbo 1478–1491
- Jean VI. Balue 1491 (auch Kardinalbischof von Albano 1483–1491)
- Giovanni VII. Micheli 1491–1492, † 1503 (auch Kardinalbischof von Albano 1491 und Porto 1492–1503)
- Girolamo II. Basso della Rovere 1492–1503, † 1507 (auch Kardinalbischof von Sabina 1503–1507)
- Lorenzo Cybo de Mari 1503 (auch Kardinalbischof von Albano 1501–1503)
- Antonio Gentile Pallavicini 1505–1507 (auch Kardinalbischof von Frascati 1503–1505)
- Giovanni Antonio Sangiorgio 1507–1508, † 1509 (auch Kardinalbischof von Frascati 1505–1507 und Sabina 1508–1509)
- Bernardino López de Carvajal 1508–1509 (auch Kardinalbischof von Frascati 1507–1509, Sabina 1509–1521 und Ostia und Velletri 1521–1523)
- Guillaume III. Briçonnet 1509–1511 (auch Kardinalbischof von Albano 1507–1508 und Frascati 1509–1510)
- Marco II. Vigerio 1511–1516
- Francesco II. Soderini 1516–1523 (auch Kardinalbischof von Sabina 1511–1513, Palestrina 1516–1523, Porto 1523 und Ostia und Velletri 1523–1524)
- Alessandro I. Farnese 1523, † 1549 (auch Kardinalbischof von Frascati 1519–1523, Sabina 1523–1524, Porto 1524 und Ostia und Velletri 1524–1534), der spätere Papst Paul III.
- Antonio Maria Ciocchi del Monte 1523–1524 (auch Kardinalbischof von Albano 1521–1523 und Sabina 1524)
- Pietro V. Accolti 1524, † 1532 (auch Kardinalbischof von Albano 1523–1524 und Sabina 1524–1532)
- Marco III. Cornaro 1524
- Lorenzo I. Pucci 1524–1531 (auch Kardinalbischof von Albano 1524)
- Giovanni VIII. Piccolomini 1531–1533, † 1537 (auch Kardinalbischof von Albano 1524–1531, Porto 1533–1535 und Ostia und Velletri 1535–1537)
- Andrea II. della Valle 1533–1534 (auch Kardinalbischof von Albano 1533)
- Bonifacio Ferrero 1534–1535, † 1543 (auch Kardinalbischof von Albano 1533–1534, Sabina 1535–1537 und Porto 1537–1543)
- Lorenzo II. Campeggio 1535–1537, † 1539 (auch Kardinalbischof von Albano 1534–1535 und Sabina 1537–1539)
- Antonio II. Sanseverino 1537–1539, † 1543 (auch Kardinalbischof von Sabina 1539–1543 und Porto 1543)
- Giovanni Vincenzo Caraffa 1539–1541
- Alessandro II. Cesarini 1541–1542
- Francesco III. Cornaro 1542–1543
- Giovanni Maria Ciocchi del Monte 1543–1550
- Louis de Bourbon-Vendôme 1550–1557
- Federico Cesi 1557–1562, † 1564
- Giovanni Girolamo Morone 1562–1564, † 1580 (auch Kardinalbischof von Albano 1560–1561, Sabina 1561–1562, Frascati 1562, 1564–1565, Porto 1565–1570 und Ostia und Velletri 1570–1580)
- Cristoforo Madruzzo 1564–1570, † 1578 (auch Kardinalbischof von Albano 1561–1562, Sabina 1562–1564 und Porto 1570–1578)
- Otto Truchsess von Waldburg 1570–1573 (auch Kardinalbischof von Albano 1562–1570 und Sabina 1570)
- Giulio II. della Rovere 1573–1578 (auch Kardinalbischof von Albano 1570 und Sabina 1570–1573)
- Giovanni Antonio Serbelloni 1578–1583, † 1591 (auch Kardinalbischof von Frascati 1583–1587, Sabina 1578, Porto 1587–1589 und Ostia und Velletri 1589–1591)
- Giovanni Francesco I. Gambara 1583–1587 (auch Kardinalbischof von Albano 1580–1583)
- Marco Antonio I. Colonna 1587–1597
- Giulio Antonio Santorio 1597–1602
- Alessandro Ottaviano de’ Medici 1602–1605 (auch Kardinalbischof von Albano 1600–1602)
- Agostino Valeri 1605–1606
- Ascanio Colonna 1606–1608
- Antonio Maria Galli 1608–1611, † 1620 (auch Kardinalbischof von Frascati 1605–1608, Porto 1611–1615 und Ostia und Velletri 1615–1620)
- Gregorio Petrocchini de Montelbero 1611–1612
- Benedetto Giustiniani 1612–1615, † 1621 (auch Kardinalbischof von Sabina 1615–1620 und Porto 1620–1621)
- Francesco Maria Bourbon Del Monte 1615–1621, † 1625 (auch Kardinalbischof von Porto 1621–1623 und Ostia und Velletri 1623–1625)
- Ottavio Bandini 1621–1624, † 1629 (auch Kardinalbischof von Porto 1624–1626 und Ostia und Velletri 1626–1629)
- Andrea III. Baroni Peretti Montalto 1624–1626, † 1629 (auch Kardinalbischof von Albano 1626–1627 und Frascati 1627–1629)
- Domenico Ginnasi 1626–1629, † 1639 (auch Kardinalbischof von Porto 1629–1630 und Ostia 1630–1639)
- Marcello Lante della Rovere 1629, † 1652 (auch Kardinalbischof von Frascati 1629–1639, Porto 1639–1641 und Ostia 1641–1652)
- Pier Paolo Crescenzi 1629–1641, † 1645 (auch Kardinalbischof von Porto 1641–1645)
- Guido IV. Bentivoglio 1641–1644
- Alfonso de la Cueva Albuquerque 1644–1655
- Bernardino Spada 1655–1661 (auch Kardinalbischof von Albano 1646–1652, Frascati 1652 und Sabina 1652–1655)
- Antonio III. Barberini 1661–1671 (auch Kardinalbischof von Frascati 1655–1661)
- Rinaldo d’Este 1671–1672
- Cesare Facchinetti 1672–1679, † 1683 (auch Kardinalbischof von Porto 1679–1680 und Ostia und Velletri 1680–1683)
- Alderano Cibo 1679–1680, † 1700 (auch Kardinalbischof von Frascati 1680–1683, Porto 1683–1687 und Ostia und Velletri 1687–1700)
- Lorenzo III. Raggi 1680–1687
- Antonio IV. Bichi 1687–1691
- Paluzzo Paluzzi Altieri Degli Albertoni 1691–1698 (auch Kardinalbischof von Sabina 1689–1691)
- Luis Manuel Fernando Portocarrero 1698–1709
- Fabrizio Spada 1710–1717
- Francesco IV. del Giudice 1717–1721 (auch Kardinalbischof von Frascati 1721–1724 und Ostia und Velletri 1724–1725)
- Francesco V. Barberini 1721–1726, † 1738 (auch Kardinalbischof von Ostia und Velletri 1726–1738)
- Tommaso Ruffo 1726–1738, † 1753 (auch Kardinalbischof von Porto 1738–1740 und Ostia und Velletri 1740–1753)
- Giorgio II. Spinola 1738–1739
- Giovanni Battista Altieri der Jüngere 1739–1740
- Vincenzo I. Petra 1740–1747
- Antonio Xaverio Gentilis 1747–1753
- Giuseppe I. Spinelli 1753–1759, † 1763 (auch Kardinalbischof von Porto 1759–1761 und Ostia und Velletri 1761–1763)
- Federico Marcello Lante 1759–1763, † 1773 (auch Kardinalbischof von Porto 1763–1773)
- Giovanni Francesco II. Stoppani 1763–1774
- Girolamo III. Spinola 1775–1784
- Marco Antonio II. Colonna 1784–1793
- Leonardo Antonelli 1794–1800, † 1811 (auch Kardinalbischof von Porto 1800–1807 und Ostia und Velletri 1807–1811)
- Alessandro III. Mattei 1800–1809, † 1820 (auch Kardinalbischof von Porto 1809–1814 und Ostia und Velletri 1814–1820)
- Aurelio Roverella 1809–1812
- Diego Inigo Caracciolo di Martini 1814–1820
- Giuseppe II. Spina 1820–1828
- Francesco VI. Bertazzoli 1828–1830
- Carlo Maria Pedicini 1830–1840, † 1843 (auch Kardinalbischof von Porto 1840–1843)
- Vincenzo Macchi 1840–1844, † 1860 (auch Kardinalbischof von Porto 1844–1847 und Ostia und Velletri 1847–1860)
- Castruccio Castracane degli Antelminelli 1844–1852
- Luigi Amat di San Filippo e Sorso 1852–1870, † 1878 (auch Kardinalbischof von Palestrina 1852–1870, Porto 1871–1877 und Ostia und Velletri 1877–1878)
- Carlo I. Sacconi 1870–1878, † 1889 (auch Kardinalbischof von Porto 1878–1884 und Ostia und Velletri 1884–1889)
- Antonino De Luca 1878–1883
- Luigi I. Oreglia de Santo Stefano 1884–1889, † 1913 (auch Kardinalbischof von Porto 1889–1896 und Ostia und Velletri 1896–1913)
- Angelo Bianchi 1889–1897
- Camillo Mazzella 1897–1900
- Vincenzo III. Vannutelli 1900–1930 (auch Kardinalbischof von Ostia 1915–1930)
- Luigi II. Sincero 1933–1936
- Angelo Dolci 1936–1939
- Carlo II. Salotti 1939–1947
- Benedetto Aloisi Masella 1948–1970
- Carlo III. Confalonieri 1972–1986 (auch Kardinalbischof von Ostia 1977–1986)
- Bernardin Gantin 1986–2008 (auch Kardinalbischof von Ostia 1993–2002)
- José Saraiva Martins CMF seit 2009

## Diözesanbischöfe von Palestrina
Papst Johannes XXIII. beschloss 1962 in Suburbicariis sedibus, dass die Kardinalbischöfe zwar weiterhin Titelinhaber der suburbikarischen Bistümer sein sollen, jedoch ohne die pastoralen Verpflichtungen, die pleno jure einem Diözesanbischof übertragen wurden.
- Pietro Severi (1966–1975)
- Renato Spallanzani (1975–1986)
- Pietro Garlato (1986–1991)
- Vittorio Tomassetti (1992–1997)
- Eduardo Davino (1997–2005)
- Domenico Sigalini (2005–2017)
- Mauro Parmeggiani (seit 2019)